# A View from the Top of the World
A View from the Top of the World é o décimo quinto álbum de estúdio da banda estadunidense de metal progressivo Dream Theater, lançado em 22 de outubro de 2021. É o primeiro a ser gravado no estúdio particular deles, o DTHQ (Dream Theater Headquarters, ou "Quartel General do Dream Theater" em tradução livre), bem como o primeiro desde o disco autointitulado deles de 2013 a conter uma faixa de pelo menos dez minutos de duração.

## Contexto e produção
A banda começou a trabalhar em A View from the Top of the World cerca de um ano após o lançamento de seu então álbum mais recente, Distance over Time (2019). O Metal Addicts relatou em abril de 2020 que o Dream Theatre (que recentemente remarcou e depois cancelou suas turnês por conta da pandemia de COVID-19) estava planejando trabalhar em um novo álbum em 2021. Sobre a direção do álbum, o guitarrista John Petrucci declarou em uma entrevista de agosto de 2020 para a Ultimate Guitar: "O projeto de oito cordas com Ernie Ball Music Man é algo em que estamos trabalhando e esperamos desenvolver ao longo deste ano. Espero que no próximo álbum do Dream Theater eu seja capaz de explorar isso. " John confirmou mais tarde, durante uma entrevista em outubro de 2020 com a Revolver, que, nas próximas semanas, a banda estaria indo para o DTHQ (o estúdio recém-construído da banda) para começar um novo álbum.
Quatro dos cinco membros escreveram juntos no estúdio, enquanto que o vocalista James LaBrie contribuiu por meio de reuniões do Zoom remotamente do Canadá, para não por sua voz em risco. Quando questionado em uma entrevista sobre o progresso do álbum, John disse que as sessões de composição foram "um grande começo". Essas sessões se estenderam ao longo dos quatro meses seguintes até março, após o qual James voou do Canadá para se encontrar com eles em Nova York e gravar seus vocais. Esta sessão de gravação também marcou a primeira colaboração do Dream Theater com Andy Sneap, que masterizou e mixou o álbum, tendo trabalhado recentemente com John em seu segundo álbum solo, Terminal Velocity (2020).
O Dream Theater lançou uma prévia do álbum em 26 de julho de 2021 com as iniciais de cada um dos sete títulos das músicas e suas respectivas durações. Dois dias depois, foi anunciado que o álbum se chamava A View from the Top of the World e que estava planejado para o dia 22 de outubro de 2021. Três singles foram lançados para divulgá-lo: "The Alien", em 13 de agosto de 2021; "Invisible Monster", em 13 de setembro; e "Awaken the Master", em 25 de outubro; cada single foi acompanhado por um videoclipe.
"The Alien" venceu o prêmio Grammy de Melhor Performance de Metal em 2022, a primeira vitória da banda na premiação após duas outra indicações: "On the Backs of Angels" em 2012 e "The Enemy Inside" em 2014).
A foto da capa é de Kjeragbolten, um matacão na montanha Kjerag em Sandnes, na Noruega.

## Reconhecimentos
| Publicação   | Reconhecimento                                  | Posição |
| ------------ | ----------------------------------------------- | ------- |
| Consequence  | 30 Melhores Álbuns de Metal & Hard Rock         | 22      |
| Loudwire     | Os 45 Melhoers Álbuns de Rock + Metal de 2021   | 35      |
| Metal Hammer | 10 Melhores Álbuns de Metal Progressivo de 2021 | 6       |
| Prog         | 20 Melhores Álbuns de 2021                      | 11      |

## Faixas
Todas as músicas compostas por John Petrucci, John Myung, Jordan Rudess, James LaBrie e Mike Mangini.
| Faixas de A View from the Top of the World | |         |  |
| N.º                                        | Título | Duração |  |
| 1.                                         | "The Alien" (O Alienígena; letra por James LaBrie) | 9:32    |  |
| 2.                                         | "Answering the Call" (Respondendo ao Chamado) | 7:35    |  |
| 3.                                         | "Invisible Monster" (Monstro Invisível) | 6:31    |  |
| 4.                                         | "Sleeping Giant" (Gigante Dormente) | 10:05   |  |
| 5.                                         | "Transcending Time" (Transcendendo o Tempo) | 6:25    |  |
| 6.                                         | "Awaken the Master" (Acorde o Mestre) | 9:47    |  |
| 7.                                         | "A View from the Top of the World" - "I. The Crowning Glory" - "II. Rapture of the Deep" - "III. The Driving Force" (Uma Visão do Topo do Mundo - "I. A Glória Coroante" - "II. Arrebatamento da Profundeza" - "III. A Força que Impulsiona) | 20:24   |  |
| Duração total:                             | Duração total: | 70:19   |  |

## Créditos
Conforme fontes.
Dream Theater
- James LaBrie - vocais
- John Petrucci - guitarras, produção
- John Myung - baixo
- Jordan Rudess - teclados
- Mike Mangini - bateria

Produção
- James "Jimmy T" Meslin - engenharia, produção adicional[20]
- Andy Sneap - mixagem, masterização
- Hugh Syme - direção de arte, ilustração, design
- Rayon Richards - fotos da banda

## Paradas
| Parada (2021)                                 | Maior colocação |
| --------------------------------------------- | --------------- |
| Australian Albums (ARIA)                      | 42              |
| Áustria (Ö3 Austria Top 40)                   | 5               |
| Bélgica (Ultratop Flandres)                   | 12              |
| Bélgica (Ultratop Valônia)                    | 16              |
| Canadá (Billboard)                            | 32              |
| República Tcheca (ČNS IFPI)                   | 27              |
| Países Baixos (Dutch Charts)                  | 3               |
| Finlândia (Suomen virallinen lista)           | 1               |
| Alemanha (Offizielle Deutsche Charts)         | 2               |
| Hungria (MAHASZ)                              | 11              |
| Italian Albums (FIMI)                         | 9               |
| Japan Hot Albums (Billboard Japan)            | 9               |
| Japão (Oricon)                                | 8               |
| Noruega (VG-lista)                            | 13              |
| Polónia (ZPAV)                                | 6               |
| Escócia (Official Scottish Albums)            | 10              |
| Spanish Albums (PROMUSICAE)                   | 21              |
| Swedish Albums (Sverigetopplistan)            | 21              |
| Suíça (Schweizer Hitparade)                   | 3               |
| Reino Unido (Official Albums Chart)           | 21              |
| Reino Unido (UK Rock & Metal Albums)          | 2               |
| Estados Unidos (Billboard 200)                | 52              |
| Estados Unidos (Billboard Independent Albums) | 8               |
| Estados Unidos (Top Hard Rock Albums)         | 3               |
| Estados Unidos (Top Rock Albums)              | 10              |